# Walkower
Pour l’article homonyme, voir Walk-over.
Pour plus de détails, voir Fiche technique et Distribution.
Walkower ou Walkover est un film polonais réalisé par Jerzy Skolimowski, sorti en 1965. Le titre du film renvoie à un terme sportif (« walk-over ») qui désigne une course où le vainqueur, n'ayant pas de concurrent, n'a besoin que de marcher pour gagner.

## Synopsis
Un jeune homme désœuvré se laisse convaincre par un entraîneur de participer à un combat de boxe. 

## Fiche technique
- Titre : Walkower
- Réalisation : Jerzy Skolimowski
- Scénario : Jerzy Skolimowski
- Pays d'origine : Pologne
- Format : noir et blanc - mono - 35 mm
- Genre : Drame
- Durée : 77 minutes
- Date de sortie : 1965

## Distribution
- Jerzy Skolimowski : Andrzej Leszczyc
- Aleksandra Zawieruszanka : Teresa Karczewska
- Krzysztof Chamiec : Conglomerate Manager
- Andrzej Herder : Marian Pawlak, conducteur de poids lourds
- Franciszek Pieczka : activiste
- Henryk Kluba : Coach Rogala
- Tadeusz Kondrat : vieil homme
- Stanisław Zaczyk : prêtre
- Joanna Jedlewska : Designer
- Elżbieta Czyżewska : fille à la gare
- Teresa Belczyńska : secrétaire
- Krzysztof Litwin : Miecio
- Jacek Fedorowicz
- Mieczysław Waskowski : lieutenant de police

## Sortie vidéo
Le film sort en DVD le 15 septembre 2020 édité par Malavida.

### Revue de presse
- Jean-Elie Fovez, « Walkover », Téléciné no 129, Paris, Fédération des Loisirs et Culture Cinématographique (FLECC), juin-juillet 1966, p. 43,  (ISSN 0049-3287)